# (8280) Petergruber
(8280) Petergruber – planetoida z pasa głównego asteroid okrążająca Słońce w ciągu 5 lat i 241 dni w średniej odległości 3,18 au. Została odkryta 7 sierpnia 1991 roku w Obserwatorium Palomar przez Henry'ego Holta. Nazwa planetoidy pochodzi od Petera Grubera (ur. 1929), fundatora w porozumieniu z MUA od roku 2000 corocznej nagrody Cosmology Prize. Przed nadaniem nazwy planetoida nosiła oznaczenie tymczasowe (8280) 1991 PG16.